# 新黨友愛
新黨友愛（しんとうゆうあい，簡稱：友愛），日本一個已經消亡的政黨。是新進黨解散後以原民社黨系的國會議員為中心組成的一個政黨。
1997年12月31日，新進黨一分為六。1998年1月5日，原民社黨系在原有的工會基礎「友愛會」的支持下重新獨立組黨，以中野寬成為黨魁，擁有18名國會議員（眾議員15人，參議員3人）。
新黨友愛的政黨綱領是在尊重「自由、公正、友愛」的前提下，「維護議會制民主，建立一個國民感到自豪的有品格的國家」。新黨友愛強調政黨的國民參與性和開放性。主要推崇民主社會主義和自由主義的政治路線。
1998年1月8日，新黨友愛和太陽黨、旧民主黨、國民之聲、五人黨、民主改革連合在眾議院組成名為「民主友愛太陽國民連合」的97議席的會派。
同年4月27日，新黨友愛和舊民主党、民政黨、民改連統合結成新民主黨。合流之後，原民社-友愛系組成了「民社協會」，是民主黨內的一個派閥。

## 新黨友愛常任幹事會、執行部職員表
| 代表     | 幹事長   | 政策委員會責任人 |
| -------- | -------- | ---------------- |
| 中野寬成 | 伊藤英成 | 川端達夫         |

## 歴代代表
新黨友愛常任幹事會代表
| # | 代表     | 在任時間                                      |
| - | -------- | --------------------------------------------- |
| 1 | 中野寬成 | 1997年（平成9年）12月 - 1998年（平成10年）4月 |

## 新黨友愛議員一覧

### 眾議院議員
- 田中慶秋（神奈川5區）
- 伊藤英成（愛知11區）島聰（愛知13區）
- 川端達夫（滋賀1区）
- 玉置一彌（京都6區）
- 中野寬成（大阪8區）
- 今田保典（比例東北）
- 神田厚（比例北關東）
- 福岡宗也（比例東海）
- 吉田治（比例近畿）鍵田節哉（比例近畿）
- 高木義明（比例九州）島津尚純（比例九州）
- 城島正光（比例東京）

### 參議院議員
- 今泉昭（千葉縣選舉區）
- 平田健二（岐阜縣選舉區）
- 吉田之久（奈良縣選舉區）
- 石田美榮（岡山縣選舉區）
- 直嶋正行（比例區）長谷川清（比例區）勝木健司（比例區）足立良平（比例區）寺崎昭久（比例區）

## 外部連結
- 新黨友愛官方網站（存檔）